# Federazione delle Repubbliche Arabe
La Federazione delle Repubbliche Arabe (in arabo: اتحاد الجمهوريات العربية, traslitterato in ittiħād al-jumhūriyyāt al-`arabiyya) è stato un tentativo, mai riuscito, da parte di Gheddafi di riunire in una federazione la Libia, l'Egitto e la Siria, da non confondere con la Repubblica Araba Unita. Sebbene approvate da un referendum in ogni singolo stato nel 1972, i tre Stati ben presto si divisero sui termini specifici dell'unione. La federazione, come tale, ebbe vita dal 1972 al 1977.

## Bandiere
Bandiera egiziana della Federazione delle Repubbliche Arabe

 Bandiera siriana della Federazione delle Repubbliche Arabe

 Bandiera libica della Federazione delle Repubbliche Arabe